# Resseliella ribis
Resseliella ribis är en tvåvingeart som först beskrevs av Marikovskij 1956.  Resseliella ribis ingår i släktet Resseliella och familjen gallmyggor. Inga underarter finns listade i Catalogue of Life.